# Le Mesnil-en-Thelle

Le Mesnil-en-Thelle este o comună în departamentul Oise, Franța. În 1 ianuarie 2022 avea o populație de 2.392 de locuitori.